# Malá Lehota
Malá Lehota je obec na Slovensku v okresu Žarnovica.

## Vybavenost obce
V obci se nachází římskokatolický kostel Narození Panny Marie z roku 1820 a kaple Neposkvrněného Početí Panny Marie z roku 1958. Dále se zde nachází obecní úřad, základní a mateřská škola, zdravotní středisko, tři obchody COOP jednota, hřbitov, fotbalové hřiště. 